# Егорьевский район (Московская область)
Егорьевский район — упразднённая административно-территориальная единица (район) в Московской области РСФСР и современной России (1929—2015) и одноимённое бывшее муниципальное образование (муниципальный район, 2006—2015).
Образован в 1929 году. Упразднён в 2015 году. С 2015 года — город областного подчинения с административной территорией (городской округ) Егорьевск.
Административным центром был город Егорьевск, который в 1939—2001 годы не входил в состав района как город областного подчинения.

## География
Площадь территории района к 2015 году составляла 1717 км².
Район граничил с Воскресенским, Коломенским, Луховицким, Орехово-Зуевским и Шатурским районами Московской области, а также с Клепиковским районом Рязанской области.

## История
Земли, вошедшие в состав Егорьевского района, до губернской реформы Екатерины II входили в состав Коломенского уезда (Крутинская, Высоцкая, Холмовская, Мещёрская, Раменская волости). Ряд населённых пунктов относился к Владимирскому и Московскому уездам.
В 1778—1922 годах земли района входили в состав Егорьевского уезда Рязанской губернии, а в 1922 году был передан в Московскую губернию.

### Район
Егорьевский район образован в 1929 году вместе с образованием Московской области в составе её Орехово-Зуевского округа.
В района первоначально вошли город Егорьевск и следующие сельсоветы бывшего Егорьевского уезда:
- из Двоенской волости: Горский, Двоенский, Дмитровский, Иншаковский, Подрядниковский, Полбинский, Тимохинский, Юрцовский, Юрьевский
- из Егорьевской волости: Акатовский, Алёшинский, Бережковский, Голубевский, Ефремовский, Заболотьевский, Кукшевский, Рыжевский, Федуловский, Хохлевский
- из Ильинской волости: Вантиновский, Игнатовский, Челоховский, Шувойский
- из Колычевской волости: Колычёвский, Михалевский, Тимшинский
- из Лелечевской волости: Анненский, Бобковский, Гридинский, Кочемский, Круговский, Лелечевский, Никиткинский
- из Поминовской волости: Иншинский, Клеменовский, Ковревский, Коробятский, Лесковский, Мартыновский, Низковский, Поминовский, Саввинский, Сухановский
- из Починковской волости: Анохинский, Жабковский, Княжевский, Новоерохинский, Парыкинский, Починковский, Рахмановский
- из Раменской волости: Волковский, Мелентьевский, Раменский, Старовский.

Вскоре Вантиновский и Игнатовский с/с были переданы в Куровской район.
8 мая 1931 года в Егорьевском районе был образован рабочий посёлок Фосфоритный.
10 июля 1933 года в Егорьевский район из упразднённого Шатурского района были переданы Алексино-Шатурский, Больше-Гридинский, Василенцевский, Горковский, Денисихинский, Знаменский, Пожинский и Собанинский с/с. Из Коробовского района в Егорьевский переданы Алфёровский и Куплиямский с/с.
11 февраля 1934 года в Егорьевском районе был образован р.п. Вождь Пролетариата. 21 апреля из Луховицкого района в Егорьевский были переданы Летовский, Радовицкий и Сазоновский с/с.
23 февраля 1935 года в Егорьевском районе был образован р.п. Красный Ткач. При этом упразднён Шувойский с/с.
17 июля 1939 года в Егорьевском районе были упразднены Анненский, Василенцевский, Горковский, Гридинский, Денисихинский, Дмитровский, Знаменский, Княжевский, Мелентьевский, Пожинский, Рахмановский, Сазоновский, Собанинский, Сухановский, Тимохинский, Тимшинский, Федуловский и Юрьевский с/с. Вскоре был образован Гридино-Шувойский сельсовет. 20 августа из Егорьевского района в Кривандинский был передан Алексино-Шатурский с/с.
14 сентября 1939 года, Указом Президиума Верховного совета РСФСР, город Егорьевск отнесён к категории города областного подчинения и выведен из состава района.
7 августа 1945 года Радовицкий с/с был передан из Егорьевского района в подчинение городу Шатуре.
28 декабря 1951 года были упразднены Акатовский, Иншаковский, Кочемский и Кукшевский с/с.
14 июня 1954 года были упразднены Алёшинский, Алфёровский, Гридино-Шувойский, Жабковский, Иншинский, Ковревский, Круговский, Михалевский, Низковский, Никиткинский, Новоерохинский, Парыкинский, Поминовский, Старовский, Хохлевский, Челоховский и Юрцевский с/с.
26 декабря 1956 года Заболотьевский с/с был переименован в Селиваниховский.
27 июня 1959 года были упразднены Анохинский, Волковский, Голубевский, Горский, Лелечевский, Мартыновский, Полбинский и Рыжевский с/с.
22 апреля 1960 года был упразднён Летовский с/с.
1 февраля 1963 года вместо Егорьевского района был образован Егорьевский укрупнённый сельский район, куда помимо бывшего Егорьевского района вошли сельские территории Шатурского района. Рабочие посёлки при этом перешли в подчинение города Егорьевска.
13 января 1965 года, Указом Президиума Верховного совета РСФСР, Егорьевский сельский район преобразован в Егорьевский район. В его состав вошли р.п. Вождь Пролетариата и Красный Ткач, сельсоветы Алексино-Шатурский, Бережковский, Бобковский, Больше-Гридинский, Двоенский, Ефремовский, Клеменовский, Колычевский, Коробятский, Куплиямский, Лесковский, Подрядниковский, Починковский, Раменский, Саввинский и Селиваниховский.
6 марта 1975 года был образован Полбинский с/с и упразднён Коробятский с/с.
19 октября 1990 года был упразднён Лесковский с/с.
20 декабря 1993 года из Шатурского района в Егорьевский были переданы р.п. Радовицкий и Рязановский.
3 февраля 1994 года сельсоветы были преобразованы в сельские округа.
1 февраля 2001 года город Егорьевск утратил статус города областного подчинения и вновь был включён в состав района.
21 августа 2001 года рабочий посёлок Вождь Пролетариата переименован в рабочий посёлок Верейка, а рабочий посёлок Красный Ткач переименован в рабочий посёлок Шувое. 19 апреля упразднён Алексино-Шатурский с/о. 17 декабря 2001 года рабочий посёлок Верейка преобразован в деревню Верейка, а рабочий посёлок Шувое преобразован в посёлок Шувое. Образован Шувойский с/о.
11 марта 2003 года были упразднены Бережковский и Двоенский с/о.
21 июня 2004 года были упразднены Бобковский, Больше-Гридинский, Полбинский и Починковский с/о.
В 2004 году муниципальный район был разделён на муниципальные образования: городские и сельские поселения.
7 ноября 2015 года Егорьевский муниципальный район был упразднён, а все входившие в его состав городские и сельские поселения были объединены в единое муниципальное образование  — городской округ Егорьевск.
23 ноября 2015 года рабочий посёлок Рязановский был упразднён и включён в черту города Егорьевска.
8 декабря 2015 года город Егорьевск был отнесён к категории города областного подчинения Московской области, а Егорьевский район как административно-территориальная единица области был упразднён: вместо него образована новая административно-территориальная единица — город областного подчинения Егорьевск с административной территорией.
25 сентября 2017 года уже в составе городского округа Рязановскому возвращён статус рабочего посёлка как отдельного населённого пункта.

## Территориальное устройство
До 2006 года Егорьевский район включал 1 город районного подчинения, 1 посёлок городского типа и 9 сельских округов: Ефремовский, Клеменовский, Колычевский, Куплиямский, Подрядниковский, Раменский, Саввинский, Селиваниховский, Шувойский
С 2006 по 2015 год в состав Егорьевского муниципального района входило 5 муниципальных образований, в том числе 2 городских и 3 сельских поселения:
| №        | Муниципальное образование | Административный центр | Количество населённых пунктов | Население | Площадь, км2 |
| -------- | ------------------------- | ---------------------- | ----------------------------- | --------- | ------------ |
| 1e-06    | Городское поселение:      |                        |                               |           |              |
| 1        | Егорьевск                 | город Егорьевск        | 63                            | ↗85 330   |              |
| 2        | Рязановский               | пгт Рязановский        | 7                             | ↘2471     |              |
| 2.000002 | Сельское поселение:       |                        |                               |           |              |
| 3        | Раменское                 | село Раменки           | 39                            | ↘5254     |              |
| 4        | Саввинское                | село Саввино           | 53                            | ↘5296     |              |
| 5        | Юрцовское                 | деревня Юрцово         | 38                            | ↘5551     |              |

В 2015 году все городские и сельские поселения муниципального района были упразднены и объединены в единый городской округ.

## Население
| 1931     | 1939     | 1959    | 1970     | 1979     | 1989     | 2002     |
| -------- | -------- | ------- | -------- | -------- | -------- | -------- |
| 108 443  | ↗127 511 | ↘48 781 | ↘39 950  | ↘34 610  | ↘32 229  | ↗98 063  |
| 2005     | 2006     | 2009    | 2010     | 2011     | 2012     | 2013     |
| ↗104 600 | ↘102 791 | ↘96 115 | ↗102 958 | ↗103 427 | →103 427 | ↗103 762 |
| 2014     | 2015     |         |          |          |          |          |
| ↗104 057 | ↘103 902 |         |          |          |          |          |

### Урбанизация
В городских условиях (город Егорьевск) проживали 68,5 % населения района на начало 2015 года.

## Населённые пункты
В состав Егорьевского района к 2015 году входило 200 населённых пунктов, в том числе 1 город, 1 посёлок городского типа (рабочий посёлок) и 198 сельских населённых пунктов (4 посёлка, 12 сёл и 182 деревни).
| №   | Населённый пункт  | Тип             | Население | Муниципальное образование муниципального района до упразднения в 2015 году |
| --- | ----------------- | --------------- | --------- | -------------------------------------------------------------------------- |
| 1   | Егорьевск         | город           | ↘71 169   | Егорьевск                                                                  |
| 2   | Рязановский       | рабочий посёлок | ↘2782     | Рязановский                                                                |
| 3   | Абрютково         | деревня         | ↘2        | Егорьевск                                                                  |
| 4   | Акатово           | деревня         | ↗101      | Егорьевск                                                                  |
| 5   | Аксёновская       | деревня         | ↗11       | Раменское                                                                  |
| 6   | Алексино-Шатур    | деревня         | ↗64       | Саввинское                                                                 |
| 7   | Алёшино           | деревня         | ↗82       | Егорьевск                                                                  |
| 8   | Алфёрово          | деревня         | ↘154      | Рязановский                                                                |
| 9   | Анненка           | деревня         | ↘33       | Рязановский                                                                |
| 10  | Анохино           | деревня         | ↗115      | Юрцовское                                                                  |
| 11  | Артёмовская       | деревня         | ↗26       | Саввинское                                                                 |
| 12  | Астанино          | деревня         | ↗16       | Юрцовское                                                                  |
| 13  | Барсуки           | деревня         | ↗122      | Юрцовское                                                                  |
| 14  | Батраки           | деревня         | ↗113      | Егорьевск                                                                  |
| 15  | Белавино          | деревня         | ↘0        | Раменское                                                                  |
| 16  | Бережки           | деревня         | ↗402      | Егорьевск                                                                  |
| 17  | Березняки         | деревня         | ↗10       | Раменское                                                                  |
| 18  | Бобково           | деревня         | ↗82       | Раменское                                                                  |
| 19  | Большая Ильинка   | деревня         | ↗23       | Юрцовское                                                                  |
| 20  | Большое Гридино   | деревня         | ↗718      | Саввинское                                                                 |
| 21  | Бормусово         | деревня         | ↗103      | Саввинское                                                                 |
| 22  | Бочнево           | деревня         | ↘7        | Раменское                                                                  |
| 23  | Брёховская        | деревня         | ↘41       | Егорьевск                                                                  |
| 24  | Бруски            | деревня         | ↗72       | Саввинское                                                                 |
| 25  | Бузята            | деревня         | ↗43       | Егорьевск                                                                  |
| 26  | Бутово            | деревня         | ↗43       | Егорьевск                                                                  |
| 27  | Бутово            | деревня         | ↗31       | Юрцовское                                                                  |
| 28  | Василёво          | деревня         | ↗161      | Саввинское                                                                 |
| 29  | Василенцево       | деревня         | ↗131      | Саввинское                                                                 |
| 30  | Васильевка        | деревня         | ↗5        | Раменское                                                                  |
| 31  | Васильково        | деревня         | ↘55       | Раменское                                                                  |
| 32  | Васинская         | деревня         | →0        | Раменское                                                                  |
| 33  | Васютино          | деревня         | ↗41       | Егорьевск                                                                  |
| 34  | Великий Край      | деревня         | →30       | Саввинское                                                                 |
| 35  | Верейка           | деревня         | ↗615      | Саввинское                                                                 |
| 36  | Вишнёвая          | деревня         | ↗90       | Егорьевск                                                                  |
| 37  | Владычино         | деревня         | ↘32       | Юрцовское                                                                  |
| 38  | Власовская        | деревня         | →26       | Саввинское                                                                 |
| 39  | Волково           | деревня         | ↘83       | Раменское                                                                  |
| 40  | Гавриловская      | деревня         | ↗124      | Егорьевск                                                                  |
| 41  | Голубевая         | деревня         | ↗164      | Егорьевск                                                                  |
| 42  | Гора              | деревня         | ↗24       | Юрцовское                                                                  |
| 43  | Горки             | деревня         | ↗15       | Саввинское                                                                 |
| 44  | Горшково          | деревня         | ↘131      | Егорьевск                                                                  |
| 45  | Гридино           | деревня         | ↘153      | Егорьевск                                                                  |
| 46  | Гридинская        | деревня         | ↗27       | Раменское                                                                  |
| 47  | Гулынки           | деревня         | ↗23       | Раменское                                                                  |
| 48  | Данилово          | деревня         | ↘45       | Егорьевск                                                                  |
| 49  | Двойни            | деревня         | ↗75       | Юрцовское                                                                  |
| 50  | Демидово          | деревня         | ↗70       | Юрцовское                                                                  |
| 51  | Дёминская         | деревня         | ↘7        | Саввинское                                                                 |
| 52  | Денисиха          | деревня         | ↗76       | Саввинское                                                                 |
| 53  | Денисово          | деревня         | ↗25       | Юрцовское                                                                  |
| 54  | Дмитровка         | деревня         | ↗253      | Юрцовское                                                                  |
| 55  | Драньково         | деревня         | ↗12       | Саввинское                                                                 |
| 56  | Ефремовская       | деревня         | ↗185      | Егорьевск                                                                  |
| 57  | Жабки             | деревня         | ↗38       | Юрцовское                                                                  |
| 58  | Жулёво            | деревня         | ↘5        | Раменское                                                                  |
| 59  | Жучата            | деревня         | ↗79       | Егорьевск                                                                  |
| 60  | Забелино          | деревня         | ↗19       | Саввинское                                                                 |
| 61  | Заболотье         | деревня         | ↗180      | Егорьевск                                                                  |
| 62  | Зайцево           | деревня         | ↗8        | Егорьевск                                                                  |
| 63  | Заречье           | деревня         | →1        | Саввинское                                                                 |
| 64  | Захарово          | деревня         | ↗198      | Егорьевск                                                                  |
| 65  | Зиреево           | деревня         | ↗12       | Саввинское                                                                 |
| 66  | Знаменская        | деревня         | ↗67       | Саввинское                                                                 |
| 67  | Иваново           | деревня         | ↘518      | Саввинское                                                                 |
| 68  | Ивановская        | деревня         | ↗53       | Егорьевск                                                                  |
| 69  | Иншаково          | деревня         | ↗90       | Юрцовское                                                                  |
| 70  | Иншино            | деревня         | ↗118      | Саввинское                                                                 |
| 71  | Исаевская         | деревня         | ↗50       | Егорьевск                                                                  |
| 72  | Каменская         | деревня         | ↗52       | Саввинское                                                                 |
| 73  | Карповская        | деревня         | ↗23       | Раменское                                                                  |
| 74  | Карцево           | деревня         | ↗19       | Саввинское                                                                 |
| 75  | Клемёново         | деревня         | ↘393      | Егорьевск                                                                  |
| 76  | Княжево           | деревня         | ↗21       | Юрцовское                                                                  |
| 77  | Коврево           | деревня         | ↗29       | Саввинское                                                                 |
| 78  | Козино            | деревня         | ↘4        | Раменское                                                                  |
| 79  | Колионово         | деревня         | →9        | Юрцовское                                                                  |
| 80  | Колычёво          | деревня         | ↘749      | Егорьевск                                                                  |
| 81  | Колычёво-Боярское | деревня         | ↗4        | Егорьевск                                                                  |
| 82  | Коншево           | деревня         | ↘12       | Раменское                                                                  |
| 83  | Корниловская      | деревня         | ↗145      | Егорьевск                                                                  |
| 84  | Коробята          | деревня         | ↗24       | Саввинское                                                                 |
| 85  | Костино           | деревня         | ↘17       | Саввинское                                                                 |
| 86  | Костылёво         | деревня         | ↗145      | Егорьевск                                                                  |
| 87  | Кочема            | деревня         | ↗68       | Раменское                                                                  |
| 88  | Крехтино          | деревня         | ↗65       | Юрцовское                                                                  |
| 89  | Круги             | село            | ↗49       | Раменское                                                                  |
| 90  | Кувакино          | деревня         | ↗3        | Раменское                                                                  |
| 91  | Кудиновская       | деревня         | ↗30       | Егорьевск                                                                  |
| 92  | Кузьминки         | деревня         | ↗20       | Егорьевск                                                                  |
| 93  | Кукшево           | деревня         | ↘121      | Егорьевск                                                                  |
| 94  | Куплиям           | село            | ↗128      | Рязановский                                                                |
| 95  | Курбатиха         | деревня         | ↘33       | Егорьевск                                                                  |
| 96  | Курбатово         | деревня         | ↘2        | Саввинское                                                                 |
| 97  | Лазарево          | деревня         | ↗10       | Раменское                                                                  |
| 98  | Ларинская         | деревня         | ↗31       | Юрцовское                                                                  |
| 99  | Левино            | деревня         | ↗45       | Раменское                                                                  |
| 100 | Левинская         | деревня         | ↘6        | Егорьевск                                                                  |
| 101 | Лелечи            | село            | ↗628      | Раменское                                                                  |
| 102 | Леоново           | деревня         | ↗255      | Юрцовское                                                                  |
| 103 | Лесково           | деревня         | ↗47       | Саввинское                                                                 |
| 104 | Лесково           | село            | ↗16       | Саввинское                                                                 |
| 105 | Летово            | деревня         | ↗8        | Рязановский                                                                |
| 106 | Лобаново          | деревня         | ↗21       | Юрцовское                                                                  |
| 107 | Лосино            | деревня         | →4        | Раменское                                                                  |
| 108 | Лунинская         | деревня         | ↘65       | Егорьевск                                                                  |
| 109 | Малая Ильинка     | деревня         | ↗58       | Юрцовское                                                                  |
| 110 | Маловская         | деревня         | ↗6        | Юрцовское                                                                  |
| 111 | Малое Гридино     | деревня         | →9        | Саввинское                                                                 |
| 112 | Мартыновская      | деревня         | ↗21       | Саввинское                                                                 |
| 113 | Мелентеево        | деревня         | ↘3        | Раменское                                                                  |
| 114 | Михали            | деревня         | ↗1802     | Егорьевск                                                                  |
| 115 | Назарово          | деревня         | ↘52       | Егорьевск                                                                  |
| 116 | Натальино         | деревня         | ↗6        | Раменское                                                                  |
| 117 | Незгово           | деревня         | ↘15       | Саввинское                                                                 |
| 118 | Некрасово         | деревня         | →2        | Егорьевск                                                                  |
| 119 | Низкое            | деревня         | ↗65       | Саввинское                                                                 |
| 120 | Никиткино         | село            | ↗427      | Раменское                                                                  |
| 121 | Николо-Крутины    | село            | ↗35       | Егорьевск                                                                  |
| 122 | Никоново          | деревня         | ↗41       | Юрцовское                                                                  |
| 123 | Новоерохино       | деревня         | ↗30       | Юрцовское                                                                  |
| 124 | Новопосёлки       | деревня         | ↘14       | Раменское                                                                  |
| 125 | Новый             | посёлок         | ↗2077     | Егорьевск                                                                  |
| 126 | Овчагино          | деревня         | →84       | Егорьевск                                                                  |
| 127 | Орлы              | деревня         | ↗22       | Егорьевск                                                                  |
| 128 | Павлова           | посёлок         | ↗927      | Раменское                                                                  |
| 129 | Панино            | деревня         | ↘33       | Саввинское                                                                 |
| 130 | Панкратовская     | деревня         | ↘54       | Егорьевск                                                                  |
| 131 | Пановская         | деревня         | ↗41       | Саввинское                                                                 |
| 132 | Пантелеево        | деревня         | ↗47       | Егорьевск                                                                  |
| 133 | Парыкино          | деревня         | ↗129      | Юрцовское                                                                  |
| 134 | Песье             | деревня         | ↗7        | Юрцовское                                                                  |
| 135 | Пешур             | деревня         | ↘0        | Саввинское                                                                 |
| 136 | Подлужье          | деревня         | ↗16       | Егорьевск                                                                  |
| 137 | Подрядниково      | деревня         | ↗110      | Юрцовское                                                                  |
| 138 | Пожинская         | деревня         | ↘127      | Саввинское                                                                 |
| 139 | Полбино           | деревня         | ↗853      | Юрцовское                                                                  |
| 140 | Поповская         | деревня         | ↘918      | Раменское                                                                  |
| 141 | Поцелуево         | деревня         | ↗20       | Раменское                                                                  |
| 142 | Починки           | село            | ↗1429     | Юрцовское                                                                  |
| 143 | Прохорово         | деревня         | →0        | Раменское                                                                  |
| 144 | Радовицы          | село            | ↗187      | Рязановский                                                                |
| 145 | Раменки           | село            | ↗1508     | Раменское                                                                  |
| 146 | Рахманово         | деревня         | ↗171      | Юрцовское                                                                  |
| 147 | Родионово         | деревня         | ↘16       | Раменское                                                                  |
| 148 | Русаки            | деревня         | ↘16       | Егорьевск                                                                  |
| 149 | Рыжево            | деревня         | ↘41       | Егорьевск                                                                  |
| 150 | Сабанино          | деревня         | ↗28       | Саввинское                                                                 |
| 151 | Саввино           | село            | ↗1696     | Саввинское                                                                 |
| 152 | Сазоново          | деревня         | ↗52       | Егорьевск                                                                  |
| 153 | Сазоново          | деревня         | ↘29       | Рязановский                                                                |
| 154 | Селиваниха        | деревня         | ↘1124     | Егорьевск                                                                  |
| 155 | Семёновская       | деревня         | ↗104      | Егорьевск                                                                  |
| 156 | Сергиевский       | посёлок         | ↘99       | Егорьевск                                                                  |
| 157 | Сидоровка         | деревня         | ↗16       | Юрцовское                                                                  |
| 158 | Синевая           | деревня         | ↘8        | Саввинское                                                                 |
| 159 | Соколово          | деревня         | ↗22       | Саввинское                                                                 |
| 160 | Соломаево         | деревня         | ↘9        | Раменское                                                                  |
| 161 | Спасс-Леоновщина  | село            | ↘22       | Саввинское                                                                 |
| 162 | Станинская        | деревня         | ↗30       | Егорьевск                                                                  |
| 163 | Старовасилёво     | деревня         | ↗41       | Саввинское                                                                 |
| 164 | Старое            | деревня         | ↗331      | Раменское                                                                  |
| 165 | Староерохино      | деревня         | ↘4        | Юрцовское                                                                  |
| 166 | Старый Спасс      | деревня         | ↗27       | Юрцовское                                                                  |
| 167 | Сурово            | деревня         | ↗44       | Егорьевск                                                                  |
| 168 | Суханово          | деревня         | ↗55       | Саввинское                                                                 |
| 169 | Таняевская        | деревня         | ↘2        | Саввинское                                                                 |
| 170 | Тараканово        | деревня         | ↗23       | Егорьевск                                                                  |
| 171 | Теребёнки         | деревня         | ↗31       | Егорьевск                                                                  |
| 172 | Тимохино          | деревня         | ↗45       | Юрцовское                                                                  |
| 173 | Тимшино           | деревня         | ↗1006     | Егорьевск                                                                  |
| 174 | Титовская         | деревня         | ↘28       | Саввинское                                                                 |
| 175 | Троица            | деревня         | ↘16       | Егорьевск                                                                  |
| 176 | Трофимово         | деревня         | ↗36       | Раменское                                                                  |
| 177 | Трубицино         | деревня         | ↘23       | Саввинское                                                                 |
| 178 | Федотиха          | деревня         | ↗8        | Саввинское                                                                 |
| 179 | Федуловская       | деревня         | ↗73       | Егорьевск                                                                  |
| 180 | Федякино          | деревня         | ↗44       | Саввинское                                                                 |
| 181 | Фетюхино          | деревня         | ↘4        | Раменское                                                                  |
| 182 | Фильчаково        | деревня         | ↗20       | Юрцовское                                                                  |
| 183 | Фирстово          | деревня         | ↗8        | Егорьевск                                                                  |
| 184 | Фролково          | деревня         | ↗27       | Саввинское                                                                 |
| 185 | Харинская         | деревня         | ↘23       | Раменское                                                                  |
| 186 | Холмы             | деревня         | ↗221      | Егорьевск                                                                  |
| 187 | Хохлево           | деревня         | ↘39       | Егорьевск                                                                  |
| 188 | Чадлево           | деревня         | ↗6        | Саввинское                                                                 |
| 189 | Чёлохово          | деревня         | →183      | Егорьевск                                                                  |
| 190 | Чигарово          | деревня         | ↗30       | Юрцовское                                                                  |
| 191 | Шалахово          | деревня         | →0        | Саввинское                                                                 |
| 192 | Шатур             | село            | ↘0        | Саввинское                                                                 |
| 193 | Ширяевская        | деревня         | ↗40       | Егорьевск                                                                  |
| 194 | Шувое             | посёлок         | ↗3016     | Егорьевск                                                                  |
| 195 | Щеголёво          | деревня         | ↗29       | Юрцовское                                                                  |
| 196 | Юринская          | деревня         | ↗17       | Раменское                                                                  |
| 197 | Юрцово            | деревня         | ↗1207     | Юрцовское                                                                  |
| 198 | Юрьево            | деревня         | ↘5        | Юрцовское                                                                  |
| 199 | Яковлево          | деревня         | ↗38       | Саввинское                                                                 |
| 200 | Янино             | деревня         | ↘1        | Раменское                                                                  |

## Общая карта
Легенда карты:
|  | Более 70 000 жителей |
|  | 2000—5000 жителей    |
|  | 1000—2000 жителей    |
|  | 500—1000 жителей     |
|  | Менее 500 жителей    |

## Власть
| №  | Ф.И.О.                          | Годы правления |
| 1  | Лискунов Федор Кондратьевич     | 1945-1956      |
| 2  | Окорков Александр Сергеевич     | 1956-1961      |
| 3  | Биканов Анатолий Степанович     | 1961-1963      |
| 4  | Комаров Николай Романович       | 1963-1974      |
| 5  | Муравьев Игорь Константинович   | 1974-1975      |
| 6  | Борзов Николай Александрович    | 1975-1977      |
| 7  | Разумов Борис Павлович          | 1977-1982      |
| 8  | Лавров Михаил Трофимович        | 1985-1988      |
| 9  | Румянцев Виктор Иванович        | 1988-1991      |
| 10 | Лавров Михаил Трофимович        | 1991-2013      |
| 11 | Гречищев Александр Владимирович | 2013-2015      |

## Экономика
В советское время ведущей отраслью промышленности Егорьевска была лёгкая (главным образом текстильная) промышленность. В связи с распадом Советского Союза, постепенно пришли в упадок и прекратили своё существование важнейшие городские предприятия: завод асбестовых технических изделий, станкостроительный завод «Комсомолец» (выпускавший зубообрабатывающие станки для многих предприятий СССР и зарубежных стран).
С начала 2000-х годов администрация района проводит активную политику по привлечению иностранных инвестиций в регион.
За это время открыто более 10 предприятий с иностранным капиталом. Среди них: Kronospan (производство ламината и ДСП), Saint Gobain (изоляционные материалы), Tchibo (кофе), Bella (гигиенические средства), Gedeon Richter (лекарственные препараты), Interprint (производство декоративной бумаги, ламинирующей плёнки), Егорьевский завод строительных материалов.
Помимо иностранных инвестиционных проектов, градообразующую роль играют местные предприятия: кондитерская фабрика «Победа», ЗАО «Империя соусов» (торговая марка «Стебель бамбука»), колбасно-гастрономическая фабрика им. Афанасьева (мясокомбинат), Егорьевска птицефабрика (торговая марка «Индис»), ЗАО «Техос» (изготовление продукции для нужд РЖД) и фабрика детской обуви АО «Егорьевск-обувь» (торговая марка «Котофей», ранее — Егорьевская обувная фабрика).
В Егорьевском районе выращивают зерновые культуры, картофель. В закрытом грунте — огурцы и помидоры. Разводят крупный рогатый скот, свиней, птицу (2 птицефабрики).
Месторождения фосфоритов (Егорьевское месторождение — крупнейшее в Московской области), глин, песков, торфа.

## Люди, связанные с районом
- Михаил Благиевский — святой РПЦ
- Калабалин, Семён Афанасьевич (1903—1972) — воспитанник, сподвижник и продолжатель дела Антона Семёновича Макаренко, участник ВОВ, орденоносец, многие годы — директор Клемёновского детского дома. В 2003 году Калабалину Семёну Афанасьевичу присвоено звание «Почётный гражданин Егорьевского района»[37]. Одна из улиц г. Егорьевска названа в его честь.
- Карцев, Василий Михайлович (9 апреля 1920, Егорьевск, Рязанская губерния — 11 апреля 1987, Рязань) — известный советский футболист.
- Ларюшин, Евгений Иванович (14.01.1934—03.04.1985) — Герой Советского Союза (26.03.1982), заслуженный лётчик-испытатель СССР (17.08.1978), старший лейтенант. Родился в селе Кочема ныне Егорьевского района.
- Зинаида Самсонова — Герой Советского Союза.
- Владимир Смирнов — краевед, писатель.
- Успенский, Эдуард Николаевич — советский и российский писатель, автор детских книг.
- Чельцов, Иван Михайлович — химик, опубликовавший ряд статьей о порохе и взрывчатых веществах.
- Гальцев, Иван Сергеевич — Герой Советского Союза. Родился в селе Куплиям Егорьевского района.
- Флягин Николай Павлович — Герой Социалистического Труда, участник ВОВ. Родился в деревне Алфёрово Егорьевского района